# Aziatische kampioenschappen judo 1981
De Aziatische kampioenschappen judo van 1981 werden van 15 tot 18 juli 1981 gehouden in Jakarta in Indonesië. Dit was het eerste toernooi met een competitie voor vrouwen. 

## Medailles

### Mannen
| Onderdeel          | Goud             | Goud | Zilver         | Zilver | Brons                           | Brons   |
| ------------------ | ---------------- | ---- | -------------- | ------ | ------------------------------- | ------- |
| Klasse tot 60 kg   | Hatsuyuki Hamada | JPN  | Lai Su-Shan    | TPE    | Lee Kyung-Keun Mohammad Ibrahim | KOR KUW |
| Klasse tot 65 kg   | Kyosuke Sahara   | JPN  | Tsai De-Wen    | TPE    | Hwang Jung-Oh Mohammad Abdul    | KOR KUW |
| Klasse tot 71 kg   | Takahiro Nishida | JPN  | Park Chong-Hak | KOR    | Ta Chen Tian-Zhang              | HKG TPE |
| Klasse tot 78 kg   | Nobutoshi Hikage | JPN  | Ye Hai-Rui     | TPE    | Rudi Rapar Ku                   | INA KOR |
| Klasse tot 86 kg   | Masao Etani      | JPN  | Hong           | KOR    | Ya Sheng-De Ibrahim Ashour      | TPE KUW |
| Klasse tot 95 kg   | Tsukio Kawahara  | JPN  | Ha Hyoung-zoo  | KOR    | Sun Lang-Xiong Shemmari         | TPE KUW |
| Klasse boven 95 kg | Hitoshi Saito    | JPN  | Lu Wen-Jin     | TPE    | Kim Ik-Soo Perry Pantauw        | KOR INA |
| Open klasse        | Ha Hyoung-zoo    | KOR  | Chang          | TPE    | Perry Pantauw Isao Matsui       | INA JPN |

### Vrouwen
| Onderdeel          | Goud             | Goud | Zilver        | Zilver | Brons             | Brons   |
| ------------------ | ---------------- | ---- | ------------- | ------ | ----------------- | ------- |
| Klasse tot 48 kg   | Namiko Hayashi   | JPN  | Sheh          | TPE    | Muiana Tanto Kong | INA HKG |
| Klasse tot 52 kg   | Kaori Yamaguchi  | JPN  | Shu           | TPE    | Rahayu Panganipan | INA PHI |
| Klasse tot 56 kg   | Leung            | HKG  | Michiko Saijo | JPN    | Lilih Triaututi   | TPE INA |
| Klasse tot 61 kg   | Michiko Sasahara | JPN  | Cho           | TPE    | Fung Padre        | HKG INA |
| Klasse tot 66 kg   | Hiromi Tateishi  | JPN  | Elly Amalia   | INA    | Lim geen          | TPE     |
| Klasse tot 72 kg   | Jeng             | TPE  | Umar Usman    | INA    | Hiroyo Sato geen  | JPN     |
| Klasse boven 72 kg | Yoriko Kawamura  | JPN  | Budiliantono  | INA    | Yang geen         | TPE     |
| Open klasse        | Yoriko Kawamura  | JPN  | Leung         | HKG    | Elly Amalia Nahar | INA BAN |

### Medaillespiegel
| Plaats | Land           | Goud | Zilver | Brons | Totaal |
| 1      | Japan          | 13   | 1      | 2     | 16     |
| 2      | Chinees Taipei | 1    | 8      | 6     | 15     |
| 3      | Zuid-Korea     | 1    | 3      | 4     | 8      |
| 4      | Hongkong       | 1    | 1      | 3     | 5      |
| 5      | Indonesië      | 0    | 3      | 8     | 11     |
| 6      | Koeweit        | 0    | 0      | 4     | 4      |
| 7      | Filipijnen     | 0    | 0      | 1     | 1      |
| 7      | Bangladesh     | 0    | 0      | 1     | 1      |
| Totaal | Totaal         | 16   | 16     | 29    | 61     |